# Anna Elendt
Anna Elendt (Dreieich, 4 september 2001) is een Duits zwemmer gespecialiseerd in de 50 en 100 meter schoolslag. Ze won goud op de 100 meter schoolslag tijdens de Wereldkampioenschappen 2025 in singapore.

## Resultaten

### Internationale toernooien
| Jaar  | Olympische Spelen                           | WK langebaan                                                  | WK kortebaan      | EK langebaan  | EK kortebaan  |
| ----- | ------------------------------------------- | ------------------------------------------------------------- | ----------------- | ------------- | ------------- |
| 2019  |                                             | 7e 50 m schoolslag 24e 100 m schoolslag 9e 4×100 m wisselslag |                   |               | geen deelname |
| 2020* | 13e 100 m schoolslag 11e 4×100 m wisselslag |                                                               | geen deelname     | geen deelname |               |
| 2021  |                                             |                                                               |                   |               | geen deelname |
| 2022  |                                             | 100 m schoolslag ·                                            | 100m schoolslag · |               |               |
| 2023  |                                             | 19e 100m schoolslag 12e 50m schoolslag                        |                   |               |               |
| 2024  | 20e 100m schoolslag 9e 4×100 m wisselslag   |                                                               |                   |               |               |
| 2025  |                                             | 100m schoolslag · 11e 200m schoolslag · 9e 50m schoolslag     |                   |               |               |

 *) De internationale toernooien die in 2020 zouden plaatsvinden werden vanwege de coronapandemie uitgesteld tot 2021.

## Persoonlijke records
Bijgewerkt tot en met 26 mei 2022 
Kortebaan
| Afstand         | Tijd    | Datum            | Plaats    |
| --------------- | ------- | ---------------- | --------- |
| 50m schoolslag  | 29,30   | 18 december 2022 | Melbourne |
| 100m schoolslag | 1.04,05 | 15 december 2022 | Melbourne |

Langebaan
| Afstand         | Tijd    | Datum        | Plaats    |
| --------------- | ------- | ------------ | --------- |
| 50m schoolslag  | 30,10   | 26 mei 2022  | Barcelona |
| 100m schoolslag | 1.05,19 | 29 juli 2025 | Singapore |